# Udždžain
Udždžain (hindsky उज्जैन), kdysi známé jako Udžažainí, je starověké město v oblasti Málvy v dnešním Madhjapradéši. Je administrativním centrem stejnojmenného okresu a jedním ze sedmi posvátných míst hinduismu. Každých dvanáct let se zde koná kumbhaméla.
Podle Mahábháraty byl Udždžain hlavním městem království Avanti. V 7. století zde bylo významné středisko astronomie, kde působil velký indický matematik Brahmagupta.